# Newtown (Indiana)
Newtown – miasto w Stanach Zjednoczonych, w stanie Indiana, w hrabstwie Fountain.